# Parque forestal y Zoológico de Hann
El Parque forestal y Zoológico de Hann' (en francés: Parc forestier et zoologique de Hann) es una reserva natural ubicada en Dakar, la capital del país africano de Senegal, en el distrito municipal de Hann Bel-Air.
El parque fue creado en 1903 por el Gobernador Martial Merlin. Es ante todo un jardín público y un vívero, que fue inaugurado en los tiempos de la África occidental francesa.
Todo el parque cubre 60 hectáreas. Incluye una reserva forestal y un zoológico clásico.